# Rajd Cypru 2011
Rezultaty Rajdu Cypru (39th FxPro Cyprus Rally), eliminacji Intercontinental Rally Challenge w 2011 roku, który odbył się w dniach 3 listopada - 5 listopada. Była to jedenasta i ostatnia runda IRC w tamtym roku oraz trzecia szutrowa i zarazem dziewiąta asfaltowa. Bazą rajdu było miasto Pafos. Zwycięzcami rajdu została norweska załoga Andreas Mikkelsen i Ola Fløene jadąca Škodą Fabią S2000. Wyprzedzili oni Czechów Jana Kopeckiego i Pavla Dreslera oraz Szwedów Patrika Sandella i Staffana Parmandera, także jadących w Škodą Fabią S2000. W rajdzie tym zastosowano współczynnik, który wyniósł 2 (zwycięzca otrzymał 50 pkt).
Rajdu nie ukończyło dwóch kierowców biorących udział w Intercontinental Rally Challenge. Katarczyk Nasir al-Atijja w Fordzie Fieście S2000 miał awarię silnika na 9. oesie, a Belg Thierry Neuville w Peugeocie 207 S2000 - awarię alternatora na 5. oesie.

## Klasyfikacja ostateczna
| Miejsce                  | Zawodnik                 | Pilot                    | Samochód                 | Czas                     | Strata                   | Punkty                   |
| IRC (punktowane pozycje) | IRC (punktowane pozycje) | IRC (punktowane pozycje) | IRC (punktowane pozycje) | IRC (punktowane pozycje) | IRC (punktowane pozycje) | IRC (punktowane pozycje) |
| ------------------------ | ------------------------ | ------------------------ | ------------------------ | ------------------------ | ------------------------ | ------------------------ |
| 1.                       | Andreas Mikkelsen        | Ola Fløene               | Škoda Fabia S2000        | 2:25:18.5                |                          | 50                       |
| 2.                       | Jan Kopecký              | Pavel Dresler            | Škoda Fabia S2000        | 2:26:59.0                | +1:40.5                  | 36                       |
| 3.                       | Patrik Sandell           | Staffan Parmander        | Škoda Fabia S2000        | 2:28:13.3                | +2:54.8                  | 30                       |
| 4.                       | Karl Kruuda              | Martin Järveoja          | Škoda Fabia S2000        | 2:29:51.5                | +4:33.0                  | 24                       |
| 5.                       | Freddy Loix              | Frédéric Miclotte        | Škoda Fabia S2000        | 2:30:53.9                | +5:35.4                  | 20                       |
| 6.                       | Matthias Kahle           | Peter Göbel              | Škoda Fabia S2000        | 2:33:07.4                | +7:48.9                  | 16                       |
| 7.                       | Toshihiro Arai           | Dale Moscatt             | Subaru Impreza R4        | 2:33:34.7                | +8:16.2                  | 12                       |
| 8.                       | Mark Wallenwein          | Stefan Kopczyk           | Škoda Fabia S2000        | 2:38:25.2                | +13:06.7                 | 8                        |
| 9. (10.)                 | Doros Loucaides          | Savvas Laos              | Peugeot 207 S2000        | 2:40:26.3                | +15:07.8                 | 4                        |
| 10. (11.)                | Charalambos Timotheou    | Pambos Laos              | Mitsubishi Lancer Evo IX | 2:40:44.2                | +15:25.7                 | 2                        |

## Zwycięzcy odcinków specjalnych
| Dzień     | Odcinek | G. rozp. | Nazwa                   | Długość  | Zwycięzca         | Czas    | Lider rajdu       |
| --------- | ------- | -------- | ----------------------- | -------- | ----------------- | ------- | ----------------- |
| 1 (3 LIS) | SS1     | 19:00    | LTV Super Special Stage | 3.20 km  | Andreas Mikkelsen | 2:48.9  | Andreas Mikkelsen |
| 2 (4 LIS) | SS2     | 10:47    | Koilinia 1              | 24.15 km | Andreas Mikkelsen | 20:23.8 | Andreas Mikkelsen |
| 2 (4 LIS) | SS3     | 12:10    | Salamiou 1              | 18.16 km | Thierry Neuville  | 11:51.4 | Thierry Neuville  |
| 2 (4 LIS) | SS4     | 14:47    | Koilinia 2              | 24.15 km | Andreas Mikkelsen | 20:05.6 | Andreas Mikkelsen |
| 2 (4 LIS) | SS5     | 16:10    | Salamiou 2              | 18.16 km | Andreas Mikkelsen | 11:51.2 | Andreas Mikkelsen |
| 3 (5 LIS) | SS6     | 9:29     | Gialia 1                | 14.82 km | Andreas Mikkelsen | 13:03.9 | Andreas Mikkelsen |
| 3 (5 LIS) | SS7     | 10:12    | Stavros 1               | 15.91 km | Andreas Mikkelsen | 11:25.7 | Andreas Mikkelsen |
| 3 (5 LIS) | SS8     | 11:10    | Anadiou 1               | 19.15 km | Nasir al-Atijja   | 14:19.9 | Andreas Mikkelsen |
| 3 (5 LIS) | SS9     | 14:29    | Gialia 2                | 14.82 km | Juho Hänninen     | 12:48.3 | Andreas Mikkelsen |
| 3 (5 LIS) | SS10    | 15:12    | Stavros 2               | 15.91 km | Patrik Sandell    | 11:40.6 | Andreas Mikkelsen |
| 3 (5 LIS) | SS11    | 16:10    | Anadiou 2               | 19.15 km | Andreas Mikkelsen | 14:23.5 | Andreas Mikkelsen |